# 1703 en philosophie
Chronologie de la philosophie
- 1699
- 1700
- 1701
- 1702
- 1703
- 1704
- 1705
- 1706
- 1707

L’année 1703 a été marquée, en philosophie, par les événements suivants :

## Naissances
- à Niida (faubourg de l’actuelle ville d’Ōdate, dans la préfecture d'Akita)Andō Shōeki (安藤昌益?) est un médecin philosophe (maître-confucéen) japonais né en 1703 (an 16 de l'ère Genroku) et mort au même endroit le 29 novembre 1762 (an 12 de l'ère Hōreki).

- 12 mars à Wingendorf, en Haute Lusace (aujourd'hui sur la commune de Bahretal : Johann Heinrich Winckler décédé à Leipzig le 18 mai 1770  était un érudit allemand en de multiples domaines (physique, chimie, philosophie, langues classiques etc.). Élève de Johann Sebastian Bach à l'école Saint-Thomas de Leipzig, il écrivit le livret de la cantate BWV Anh. 18 pour l'inauguration de la rénovation de l'école.

- Gottfried Wilhelm Leibniz : Explication de l'Arithmétique Binaire.

## Décès
- 29 septembre à Londres : Charles Le Marquetel de Saint-Denis, seigneur de Saint-Évremond, ondoyé le 5 janvier 1614 et baptisé le 20 janvier 1616 à Saint-Denis-le-Gast (aujourd'hui dans la Manche), est un moraliste et critique libertin français.

- 26 décembre à Altdorf : Johann Christoph Sturm, né le 3 novembre 1635 à Hilpoltstein en Moyenne-Franconie, est un astronome et mathématicien allemand.